# Atla (Juuru)
Atla – wieś w Estonii, w prowincji Rapla, w gminie Juuru.